# 小野寺道綱
小野寺 道綱（おのでら みちつな）は、平安時代末期から鎌倉時代前期の武将。
下野（川崎）小野寺氏2代目。小野寺城の城主。下野小野寺氏は山内首藤氏の分家で、道綱の父・義寛（道成）が、源為義から下野小野寺を賜ったことから始まる。

## 経歴
父・小野寺義寛が源為義に従った功績から下野国小野寺保（現：栃木市岩舟町小野寺）を賜り、名を首藤から小野寺と改めた頃、隣国足利を治める足利俊綱の娘と縁談があり、間に生まれたのが小野寺道綱と考えられる（足利俊綱の父・足利家綱と小野寺義寛は同じく京の滝口武者を勤めており、同僚の関係だった）。この経緯から、道綱は本家の山内首藤氏よりも藤姓足利氏と行動を共にするようになる。
治承4年5月26日（1180年6月20日）、以仁王の挙兵では平家方の足利忠綱に従い、宇治川の戦いで功績を挙げた。山内首藤氏は代々源氏に使え、源義家の乳母を輩出するなどし、父の義寛も為義に仕えたとされるが、道綱は隣国の藤姓足利氏と共に平家に仕えていたと思われる。しかし、合戦の恩賞として足利忠綱が新田荘を安堵されると、戸矢子有綱などの足利忠綱の叔父たちは恩賞の撤回を求め、恩賞は足利一族に分配された。足利忠綱と道綱はこの出来事を不満に感じ、郎党数百人引き連れ平家を離反し、下野国へ帰った。この時忠綱17歳、道綱27歳の出来事だった。
治承5年、源頼朝が石橋山の戦いに敗れ再挙にあたって兵を集うと、道綱は足利忠綱、小山朝政らと共に旗下に加わった。
寿永2年2月23日（1183年3月18日）の野木宮合戦では源義広の挙兵に対して、小山朝政と共に味方すると虚偽の返答を行い、騙し討ちを行った。小山氏は藤姓足利氏と同じ秀郷流でありながら対立するような関係であったが、足利忠綱が「信じられない」といった様子だったことから、足利忠綱は道綱が共に源頼朝から離反すると信じていたと思われる。しかし、道綱は母親こそ藤姓足利氏の宗家の出であり足利忠綱の姉にあたるが、妻は戸矢子有綱の娘で婿として婚姻関係を結んでおり、道綱は佐野氏を始めとする宗家以外の藤姓足利氏の一族と宗家との間で揺れていた。この合戦の後、足利俊綱は家臣の裏切りにより死亡、足利忠綱は行方不明となっている。
同年（1183年5月14日）、小野寺の住林寺にて、野木宮合戦の後に殺害された足利俊綱と源義朝に従い討ち死にした俊通に対して、夫婦で仏像を建立して追善し、足利家綱、父・義寛も結縁をおこなった。（ここでは藤原道綱と記載されている）。また、同年8月には本堂を建立している。頼朝側につき、俊綱死亡に加担している道綱が足利家綱と行動を共にしているのには謎が残る。
寿永3年（1184年）、道綱は頼朝の命により、源範頼に従い源義仲と平家討伐のために京に上った。月日は正確に記録されていないが、粟津の戦いが1月20日なので、1月上旬のことと思われる。その京に滞在中に、法然上人の元を訪ね、「武家に生まれ、仏の教えのことは何もわからないが、殺しの罪の重さに耐えられない。極楽浄土に行く術を教えてくれないだろうか」と願い出、十念を教わったという。この出来事から1年前に野木宮合戦そして住林寺での追善を考えると、母方の祖父を死に追いやり、ずっと行動を共にしていた足利忠綱を裏切った野木宮合戦での出来事に後ろめたさを感じているような節が見受けられる。また、話の経緯は記録が残っていないが、足利忠綱の娘を自身の息子である道業と婚姻させている。野木宮合戦の時点の足利忠綱の年齢を考えれば、その娘の年齢は居たとしてもかなりの幼齢であり、遺児を引き取って育てたのち子供同士を婚姻させたと考えるのが自然である。
その後も道綱は御家人として名を連ねる。文治5年（1189年）奥州征伐、建久6年（1190年）頼朝の入洛に先陣随兵。他、富士野鷹狩りや東大寺落慶供養などで名前が登場し、小野寺氏の活躍がうかがえる。
建仁年間（1201-1204）に足利郡川崎村（現：栃木県足利市川崎町)の渡良瀬川沿いに小野寺城（あるいは川崎城とも）を建て、小野寺通業に居城させ、この城は戦国時代まで小野寺城の支城として続いた。
承久3年（1221年）、老体に鞭を打ち、一族郎党を率いて北条泰時に従軍した。同年6月14日（7月5日）、宇治川の合戦において五人手討ちにするも討死。享年68。討ち取られた首は、弟（養子）である秀道とその子の道業が郷里小野寺まで、塩漬けにし持ち帰ったと伝わる。生前、清水堂に埋葬するように書付の遺言があったとされる。現在、住林寺および小野寺城跡の近くに、墓が残っている。後の弘安の時代には、出家した道業が住林寺にて、7日間道綱の供養が行われた。

## 家臣
・小林源太友春・・・道綱と共に討ち死した。子に道治がおり、道綱から一字賜った。
・江田弾正正道・・・奥戸観音堂建立奉行
・小堀藤次近国・・・山王薬師堂建立奉行
・和泉玄番国光

## その他
・足利市田島町には道綱が仏師に掘らせたという阿弥陀仏が、阿弥陀堂に安置されていたが、明治年間の渡良瀬川の氾濫により流された。
現在は、佐野市に住む小野寺一族の末裔が管理している。
・住林寺には、道綱の遺品と伝わる刀と鎧の一部が現存し保管されている。